# 쇠채속

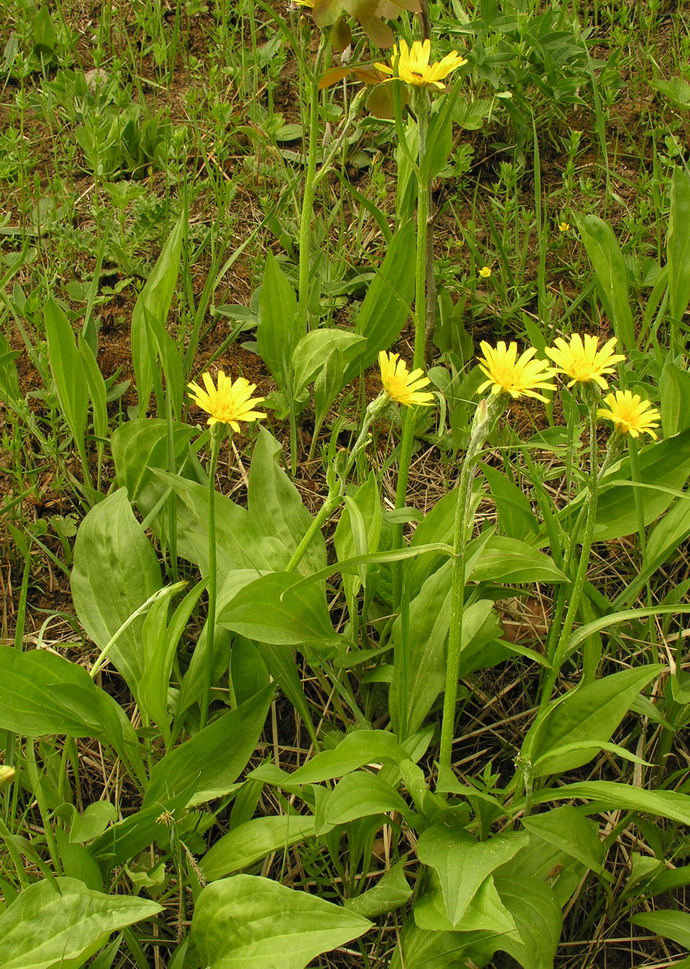
Scorzonera humilis

쇠채속(Scorzonera)은 국화과에 속하는 속씨식물 속이다. 치커리아과, 치커리족, 쇠채아족에 속한다. 약 175종을 포함하고 있다. 유럽과 아시아 그리고 아프리카에 분포한다. 쇠채속의 생물 다양성 중심지는 지중해 분지이다. 잘 알려진 종으로는 식용이 가능한 검은살사피를 포함하고 있다. 타우사흐즈는 천연 고무 원료 중의 하나이다.

## 하위 종
다음 종을 포함하고 있다.
| - S. acanthoclada - 쇠채 (S. albicaulis) - S. argyria - S. aristata - 멱쇠채 (S. austriaca) - S. crocifolia - S. curvata - S. divaricata - S. exile - S. gokcheoglui - 검은쇠채 (S. hispanica) - S. humilis - S. judaica - S. karabelensis - S. laciniata - S. macrocephala - S. mollis - S. mongolica - S. papposa | - S. parviflora - S. pinnatifida - S. pisidica - S. pseudolanata - S. ptilophora - S. purpurea - S. racemosa - S. rosea - S. schweinfurthii - S. suberosa - 타우사흐즈 (S. tau-saghyz) - S. tragapogonoides - S. tuberosa - S. turkestania - S. undulata - S. u. deliciosa - S. virgata - S. yildirimlii |